# Harjit Sajjan
Harjit Singh Sajjan, né le 6 septembre 1970 à Hoshiarpur (Pendjab), est un homme politique et militaire canadien.
Il est député à la Chambre des communes du Canada de la circonscription de Vancouver-Sud de 2015 à 2025.
Il est ministre de la Défense nationale de 2015 à 2021, et président du Conseil privé du Roi pour le Canada et ministre de la Protection civile de 2023 à 2025 au sein du gouvernement de Justin Trudeau.

## Biographie
Il a été commandant du British Columbia Regiment (Duke of Connaught's Own) et est ainsi devenu le premier sikh à commander un régiment de l'Armée canadienne.
Lors des élections fédérales d'octobre 2015 il est élu pour la circonscription de Vancouver-Sud à la Chambre des communes avec le Parti libéral du Canada. Le 4 novembre 2015, il prête serment comme 42e ministre de la Défense nationale dans le gouvernement de Justin Trudeau. Il est récipiendaire de l'Ordre du mérite militaire, de la médaille du service méritoire et de la décoration des Forces canadiennes.
Sajjan est né en Inde et sa famille immigre au Canada quand il a 5 ans. Il grandit à Vancouver, en Colombie-Britannique. Il travaille comme officier pour le service de police de Vancouver puis, en 1989, il s'enrôle dans la Première réserve de l'Armée canadienne. Il rejoint ensuite l'armée à temps plein. Il est déployé quatre fois au cours de sa carrière militaire : une fois en Bosnie et trois fois en Afghanistan.
En Afghanistan, il remet des prisonniers de guerre aux autorités afghanes, qui les ont ensuite torturés. II participe également à des opérations illégales d’enlèvements ciblés et de transferts de prisonniers.
En 2011, il devient le premier Sikh à commander un régiment de l'Armée canadienne lorsqu'il est nommé commandant du British Columbia Regiment (Duke of Connaught's Own),.
Il est élu en tant que député à la Chambre des communes du Canada pour représenter la circonscription de Vancouver-Sud lors des élections fédérales d'octobre 2015, l'emportant sur l'ancien député conservateur Wai Young,,.
Il a été nommé ministre de la Défense nationale sous le premier cabinet de Justin Trudeau le 4 novembre 2015,.
En 2017, il fait face à une controverse après avoir exagéré son rôle dans l'opération Medusa, une offensive majeure contre les talibans en Afghanistan en 2006. Lors d'une allocution en Inde le 18 avril 2017, il se présente comme l'« architecte » de l'opération, une affirmation contestée par d'anciens militaires ayant participé aux événements. Des soldats ayant une connaissance directe de son rôle déclarent qu’il a servi comme officier de liaison et fourni des renseignements utiles, mais qu’il n’a pas planifié l’opération.
Cette déclaration entraîne des appels à sa démission, notamment de la part de Rona Ambrose et Tom Mulcair, qui l’accusent d’avoir trompé le public et perdu la confiance des Forces armées canadiennes. Sajjan s'excuse publiquement, reconnaît son erreur et affirme vouloir en tirer des leçons. Justin Trudeau lui réitère sa confiance, tandis que le chef d’état-major de la défense de l'époque, Jonathan Vance, considère l’affaire comme close.
Il a été réélu aux élections fédérales de 2019.
En février et mars 2021, il fait l'objet de critiques parce qu'il aurait su depuis trois ans — selon le témoignage de l'ancien ombudsman militaire Gary Walbourne devant le comité de la défense nationale de la Chambre des communes le 19 février 2021 — que le chef d'état-major canadien Jonathan Vance était accusé d'inconduites sexuelles. L'ancienne cheffe de cabinet de Sajjan avait mentionné dans un courriel de 2018 les allégations d'inconduites sexuelles de Vance en 2018.